# Cambria (Illinois)
Cambria és una població dels Estats Units a l'estat d'Illinois. Segons el cens del 2000 tenia 1.330 habitants.

## Demografia
Segons el cens del 2000, Cambria tenia 1.330 habitants, 564 habitatges, i 367 famílies. La densitat de població era de 374,8 habitants/km².
Dels 564 habitatges en un 35,3% hi vivien nens de menys de 18 anys, en un 47,9% hi vivien parelles casades, en un 14,5% dones solteres, i en un 34,8% no eren unitats familiars. En el 28,4% dels habitatges hi vivien persones soles el 10,5% de les quals corresponia a persones de 65 anys o més que vivien soles. El nombre mitjà de persones vivint en cada habitatge era de 2,36 i el nombre mitjà de persones que vivien en cada família era de 2,91.
Per edats la població es repartia de la següent manera: un 26,3% tenia menys de 18 anys, un 13,4% entre 18 i 24, un 32% entre 25 i 44, un 17,7% de 45 a 60 i un 10,7% 65 anys o més.
L'edat mediana era de 30 anys. Per cada 100 dones de 18 o més anys hi havia 86 homes.
La renda mediana per habitatge era de 25.870 $ i la renda mediana per família de 34.688 $. Els homes tenien una renda mediana de 27.262 $ mentre que les dones 20.750 $. La renda per capita de la població era de 12.913 $. Aproximadament el 18,7% de les famílies i el 23,2% de la població estaven per davall del llindar de pobresa.

## Poblacions properes
El següent diagrama mostra les poblacions més properes.